# 批判理論

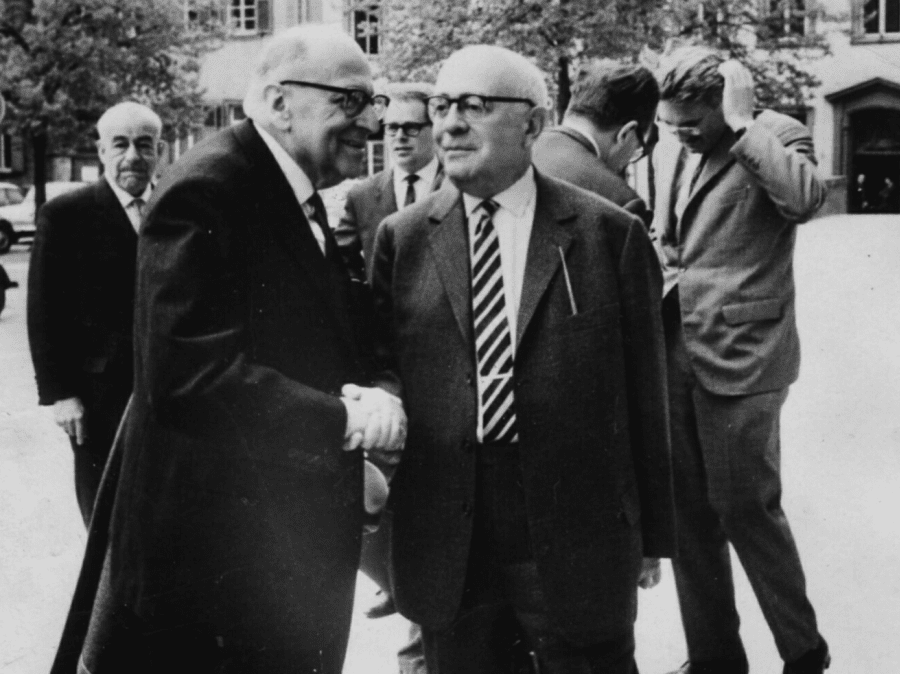
前列、左がホルクハイマー、右がアドルノ、背後の後列右端で頭を掻いているのがハーバーマス

批判理論（ひはんりろん、独：Kritische Theorie、英：critical theory、仏：théorie critique）は、アドルノやホルクハイマーらフランクフルト学派によって展開された社会哲学の理論。批評理論（ひひょうりろん）とも訳される。

## 要約
批判理論の出発点は、カール・マルクスの著作にある。労働運動や政党、政治運動によるマルクスの著作の受容は、かなりいびつで短絡的なものであり、マルクスの哲学は現在でも再解釈の余地が大きい。批判理論は、マルクスの理論をブルジョワ資本主義の批判に他ならないものとし、経済学の学説や歴史哲学、世界観とは考えない。批判理論には、フロイトの精神分析学からの影響も指摘されている。批判理論の方法論的基礎は、ヘーゲル弁証法にある。
フランクフルト学派の代表者たちは、実証主義と一線を画す立場をとる。ここでは、実証主義とは、20世紀の「反形而上学的な」哲学の潮流（実証主義や新実証主義、分析哲学と並んで、批判的観念論も含まれる）である。
実証主義との1961年からの対決は、いわゆる実証主義論争の名で呼ばれているが、これも今ではとりわけ「青年批判理論派」にあっては、分析哲学的言語哲学への回帰を見るにつけ、その意味を失ってきたように見受けられる。

## 歴史
批判理論の発展は、1931年マックス・ホルクハイマーがフランクフルト・アム・マインの社会研究所の所長に就任したときから始まる。「批判理論」という名前は、1937年ホルクハイマーが発表したプログラム的な論文「伝統的理論と批判理論」のタイトルから取ってこられたものである。批判理論の代表作とされているのは、ホルクハイマーとテオドール・アドルノが1944-1947年に共同執筆した論文集『啓蒙の弁証法』である。アメリカへの亡命時期、ホルクハイマーとアドルノは、共に権威的性格についての調査研究に携わり、それにより全体主義体制の解明に向けての重要な足がかりを得ることができた。第二次世界大戦後、ホルクハイマーとアドルノの周辺の研究者たちの仕事が総じてフランクフルト学派と呼ばれるようになる。国家社会主義との対決の経験を通して、批判理論は、新たな飛躍を遂げていた。アドルノの教え子たちの多くは、彼らに批判理論をもたらすことになった1933年-1945年の出来事に対して合理的な説明を望んだのである。批判理論は、世界的な大学紛争に巻き込まれた1968年代の運動の中でその開花期を迎える。ドイツではルディ・ドゥチュケが大きな影響を受けた。ホルクハイマー、アドルノらの批判理論は、折に触れて「旧批判理論」と呼ばれるようになり、それに対してユルゲン・ハーバーマスが代表する新しい考え方が「新批判理論」と呼ばれるようになる。

## 主要な主張
批判理論の三つの主だった観察分野は、経済学、個人の発達、ならびに文化である。マルクス主義と精神分析的な見方を組み合わせて、特に「社会」が批判的に考察されている。この社会は単なる「特定の時代の人間の総体」と捉えられるだけではなく、むしろ個人を圧倒する形でそれに対置し、人の性格や行動の可能性を、幅広く、しかも人間が社会の形成に寄与しうる以上に強力な形で形づくるさまざまな「関係」として捉えられている。その際、特別な仲介的役割を果たすことになるのが、家庭における社会化（精神分析的な作用因子としての家庭）ならびに大衆メディア、大衆文化である。
逆に、資本主義の社会においては増大していく技術化、科学的な進歩、そこから由来する官僚制によって、疎外が進行し、個人の意味が失われている。理性が道具的、合目的的なものに変わっていくなら、啓蒙的な理性は、人間の本質としての世界に対する真の認識に到達することができるだろう。道具的な理性は、世界と、そして人間を唯一効用の視点から見るものである。個人の間の関係は、伝統的な束縛から解放されて初めて、それ自体のものとして見られるようになり、客観化され、そして交換的な関係そのもののみに還元されることができる。
最後に、個々人に包括的な社会的統制を行使し、理想主義、新形式主義、慣習、あるいは創造性を個人の性格に対置するものとして抑圧する「全体主義的な管理社会」がある。批判理論は、哲学が、来るべき社会でのより良い関係を目指して、社会の中で実践的、かつ中心的で意義あるものであることを強く期待するのである。ヘルベルト・マルクーゼの著書『一次元的人間』はこうした全体主義的管理社会を分析、批判したものである。